# Akhtala
Akhtala (tiếng Armenia: Ախթալա) là một thị trấn thuộc tỉnh Lori, Armenia. Dân số ước tính năm 2011 là 2399 người.